# 穢言謬誤
穢言謬誤（英語：Abusive fallacy）屬於訴諸人身謬誤，是人身攻擊的一種形式，是指不提出理據反駁主張，而直接以辱罵、歧視性的言語對提出主張的人做人身攻擊、明示暗示其主張不可取的行為。
純粹罵髒話未必可取，使用歧視性用語或將對方扣帽子抹黑更是萬萬不可，但只有當這些東西被做人身攻擊的手段來否定對方的論點時，才構成謬誤。

## 例子
例一

- 甲：“我认为你不应该这样做。”
- 乙：“你媽是怎麼教你的，滚开点！”

乙的話語暗示甲「沒教養」，進而暗示甲對自己的評判不可取，這犯了穢言謬誤。
例二

- “闭嘴！你个××党网特！x你妈！”

說人是「網特」，和吼人「x你媽」等暗示對方的論點不可取，都犯了穢言謬誤；同時在未出示證據的情況下說人是「網特」也涉及抹黑。

## 外部連結
- （英文）Ad Hominem - Abusive（页面存档备份，存于）